# Pareuchiloglanis kamengensis
Pareuchiloglanis kamengensis är en fiskart som först beskrevs av Jayaram, 1966.  Pareuchiloglanis kamengensis ingår i släktet Pareuchiloglanis och familjen Sisoridae. IUCN kategoriserar arten globalt som otillräckligt studerad. Inga underarter finns listade i Catalogue of Life.